# André Jaumotte
André Louis baron Jaumotte (Jambes, 8 december 1919 - Ukkel, 18 december 2016) was een Belgisch burgerlijk ingenieur en hoogleraar aan de Université libre de Bruxelles.

## Biografie
André Jaumotte was een zoon van astronoom, meteoroloog en luchtvaartpionier Jules Jaumotte. Hij studeerde in 1943 af als burgerlijk ingenieur werktuigkunde en werd in 1945 assistent aan de Université libre de Bruxelles. Hij voerde onderzoek naar turbomachines en werd in 1952 tot gewoon hoogleraar benoemd.
Hij was hoogleraar aan de Université libre de Bruxelles en rector van deze universiteit van 1973 tot 1982. Hij doceerde er thermodynamica en stromingsleer, zetelde tevens de raad van bestuur voor en was voorzitter van het Erasmusziekenhuis. Jaumotte trad voor België en Europa ook op als energie-expert. Verder was hij:
- voorzitter van de raad van bestuur van de Association des universités partiellement ou entièrement de langue française (AUPELF) (1981-1984),
- hoofd van het Centre de Traumatologie et de Réadaptation (CTR),
- voorzitter van de Internationale Brachet Stiftung,
- bestuurder van de Association Vinçotte Nuclear (AVN),
- vicevoorzitter (1991-1993) en voorzitter (1993-2005) van het von Karman Institute,[1]
- lid van de Conseil international de la langue française,
- bestuurder van de Stichting Paul-Henri Spaak,
- bestuurder van de Fondation Philippe Wiener - Maurice Anspach.

Jaumotte was tevens voorzitter van de raad van bestuur chemiebedrijf UCB tot hij door Willy De Clercq werd opgevolgd.

## Eerbetoon
- Sinds 1987 draagt een auditorium in het Erasmusziekenhuis zijn naam.
- In 1990 werd hij opgenomen in de erfelijke adel met de persoonlijke titel baron.
- Hij ontving eredoctoraten van de Vrije Universiteit Brussel (1978), de Université Laval in Canada (1986) en de Universitatea Tehnică de Constructii Bucuresti en de Universitatea Tehnică din Cluj-Napoca in Roemenië.
- Lid van de Académie royale des sciences, des lettres et des beaux-arts de Belgique en de Koninklijke Academie voor Overzeese Wetenschappen
- Lid van de Académie de l'air et de l'espace en de Académie des sciences (Frankrijk)
- Lid van de Roemeense Academie
- Lid van Academia Europaea (1991)[2]
- Grootofficier in de Leopoldsorde
- Grootofficier in de Kroonorde
- Grootofficier in de Orde van Verdienste (Italië)
- Commandeur in het Legioen van Eer (Frankrijk)
- Orde van de Heilige Schatten met gouden en zilveren ster (Japan)

- Bibliothèque nationale de France: cb12714062c (data)
- Gemeinsame Normdatei: 170463370
- International Standard Name Identifier: 0000 0000 3289 1750
- Library of Congress Control Number: n89625138
- Nederlandse Thesaurus van Auteursnamen: 070659125
- Système universitaire de documentation: 067696171
- Virtual International Authority File: 23745368
- WorldCat: E39PBJtX3WG6FDbYmCx7cmTbVC